# Tennis ai IV Giochi del Mediterraneo
Il torneo di tennis dei IV Giochi del Mediterraneo ha previsto lo svolgimento di 2 gare, singolare e doppio maschile. Non è stato previsto lo svolgimento della finale per la medaglia di bronzo; pertanto, sia nel singolare e sia nel doppio è stato assegnato il doppio bronzo.

## Podi

### Uomini
| Evento                      | Oro                                    | Argento                                | Bronzo                                                                    |
| Singolo maschile (dettagli) | Nicola Pietrangeli                     | Manuel Santana                         | Nikola Pilić Boro Jovanović                                               |
| Doppio maschile (dettagli)  | Jugoslavia Nikola Pilić Boro Jovanović | Rep. Araba Unita Faty Ismael El Shafei | Italia Nicola Pietrangeli Orlando Sirola Manuel Santana José Louis Arilla |

## Medagliere
| Posizione | Paese            |   |   |   | Totale |
| --------- | ---------------- | - | - | - | ------ |
| 1         | Jugoslavia       | 1 | 0 | 2 | 3      |
| 2         | Italia           | 1 | 0 | 1 | 2      |
| 3         | Spagna           | 0 | 1 | 1 | 2      |
| 4         | Rep. Araba Unita | 0 | 1 | 0 | 1      |
| Totale    | Totale           | 2 | 2 | 4 | 8      |